# Ultrakrótki okres
Ultrakrótki okres – w ekonomii stanowi teoretycznie wyznaczany okres, w którym wszystkie czynniki produkcji mają charakter stały, co oznacza, że podmiot gospodarczy nie ma wpływu na żadne nakłady, ceny ani wielkość produkcji. Okres ultrakrótki jest podstawą statycznej analizy ekonomicznej.
Okres ultrakrótki nie jest związany z żadnym konkretnym okresem kalendarzowym. Jego faktyczna długość zależy od charakterystyki działalności gospodarczej w danym sektorze i może się wahać od kilku sekund do kilku lub nawet kilkunastu miesięcy.